# Saint-Rémy, Côte-d'Or
Saint-Rémy este o comună în departamentul Côte-d'Or, Franța. În 2009 avea o populație de 818 de locuitori.

## Evoluția populației
| An        | 1975 | 1982 | 1990 | 1999 | 2006 | 2009 |
| --------- | ---- | ---- | ---- | ---- | ---- | ---- |
| Populație | 766  | 883  | 884  | 814  | 811  | 818  |